# Demeanivka, Semenivka
Demeanivka (în ucraineană Дем'янівка) este un sat în comuna Pohrebneakî din raionul Semenivka, regiunea Poltava, Ucraina. În secolul al XIX-lea, satul făcea parte din volostul Obolon, uezdul Horol.

## Demografie
Componența lingvistică a localității Demeanivka
     Ucraineană (97,5%)
     Rusă (2,32%)
     Alte limbi (0,18%)
Conform recensământului din 2001, majoritatea populației localității Demeanivka era vorbitoare de ucraineană (97,5%), existând în minoritate și vorbitori de rusă (2,32%).